# Astragon
astragon Entertainment ist ein deutscher Publisher für Computerspiele, der sich vor allem auf die Herstellung und den Vertrieb von Simulationen spezialisiert hat. Bis 2021 war das Unternehmen eine Tochter der astragon Sales & Services GmbH, die bis Juli 2015 als Rondomedia firmierte und seitdem den Namen der Tochter trug. Beide Unternehmen traten seitdem einheitlich als astragon-Gruppe auf. Im Juli 2021 fusionierten beide Unternehmen und treten einheitlich als astragon Entertainment auf. Im Januar 2022 wurde astragon Entertainment von der britischen Team17-Gruppe für 100 Millionen Euro übernommen.

## Geschichte
Das Unternehmen wurde 2000 von Dirk Walner und Andre Franzmann als astragon Software GmbH in Hagen gegründet, zunächst mit dem Ziel des Vertriebs von Casual Games im deutschsprachigen Raum. Seit Ende 2004 hat das Software-Unternehmen seinen Sitz in Mönchengladbach. Der erste eigene Simulationstitel, für den das Unternehmen inzwischen bekannt ist, erschien 2005 mit dem Schiff-Simulator 2006. 2009 und 2010 wurde der Betrieb als einer der Marktführer im Genre der sogenannten Alltagssimulationen bezeichnet. 2010 erhielt das Unternehmen den Lara-Award, 2019 einen Gamescom-Award als „Beste Simulation“.
Zu den bekanntesten Produktreihen zählt dabei der von Giants Software entwickelte Landwirtschafts-Simulator, der 2010 in Deutschland das erfolgreichste Spiel im Marktsegment der Budgetspiele war. Die verschiedenen Versionen des Spiels verkauften sich bis Mai 2011 über eine Million Mal. Die astragon Entertainment GmbH zeichnet beim Landwirtschafts-Simulator inzwischen ausschließlich für Vertrieb und Marketing im deutschsprachigen Raum verantwortlich, während die internationale Distribution über verschiedene Partner von Giants Software erfolgt.
Neben dem Landwirtschafts-Simulator bietet das Unternehmen zahlreiche weitere Simulationsspiele, etwa für Kran- oder Baggerfahrer, als Mitarbeiter der Müllabfuhr und zum Steuern von Kehrmaschinen oder Seilbahnen. Während die meisten Titel anfangs lediglich für PC veröffentlicht wurden, ist ein Großteil der neueren Veröffentlichungen inzwischen auch für Konsolenplattformen wie PlayStation 4 und 5, Xbox One und Nintendo Switch erhältlich. Es sind jedoch größtenteils Nischenprodukte, die von größeren internationalen Spieleanbietern wie Electronic Arts nicht bedient werden. Bei Fachmagazinen für Computerspiele stehen die Spiele oft in der Kritik, verkaufen sich dennoch erfolgreich. Der Bus Simulator 18 verkaufte sich auf PC, PlayStation 4 und Xbox One beispielsweise weltweit über 500.000 Mal.
Das Unternehmen legt bei der Entwicklung seiner Spiele nach eigenen Angaben Augenmerk auf Realismus und arbeitet dafür mit Experten der jeweiligen Fachgebiete zusammen, sowohl bei der Umsetzung realistischer physikalischer Gegebenheiten wie auch bei der detailgetreuen Gestaltung von Maschinen und Fahrzeugen. Die Entwicklungszeit der Spiele liegt zwischen sechs und 24 Monaten, wobei einzelne Titel sich mittlerweile deutlich länger in Entwicklung befinden.
2017 gab Firmengründer Dirk Walner die Geschäftsführung an die bisherigen Stellvertreter Julia Pfiffer und Tim Schmitz ab. Pfiffer übernimmt dabei die Leitung der Bereiche Marketing und Vertrieb, während Schmitz hauptverantwortlich für den Produktbereich ist.
2019 zogen die astragon Entertainment sowie die astragon Sales & Services nach Düsseldorf. Es handelt sich um den zweitgrößten Arbeitgeber der Games-Branche in der nordrhein-westfälischen Landeshauptstadt.
Im Januar 2022 wurde angekündigt, dass Team17 Group astragon für 100 Millionen Euro aufgekauft hat.
Im April 2023 erwarb astragon Entertainment das Entwicklerstudio Independent Arts Software.

## Spiele (Auszug)
- ABRISS - build to destroy (PC)
- Abschleppwagen-Simulator 2010 (PC)
- Angeln – Deutsche Flüsse und Seen (PC)
- Bagger-Simulator 2011 (PC)
- Bau-Simulator (PC, PS4, PS5, Xbox One, Xbox Series X|S)
- Bau-Simulator 2 (iOS, Android, PC, PS4, Xbox One, Nintendo Switch)
- Bau-Simulator 3 (iOS, Android, PS4, Xbox One, Nintendo Switch)
- Bau-Simulator 4 (iOS, Android, Nintendo Switch)
- Bau-Simulator 2012 (PC, MAC)
- Bau-Simulator 2014 (PC, iOS, android)
- Bau-Simulator 2015 (PC, MAC)
- Bus-Simulator 2008 (PC)
- Bus-Simulator 2009 (PC)
- Bus-Simulator 2012 (PC)
- Bus Simulator 16 (PC, MAC)
- Bus Simulator 18 (PC, PS4, Xbox One)
- Bus Simulator (PS4, Xbox One)
- Bus Simulator 21 (PC, PS4, Xbox One)
- Bus Simulator City Ride (Nintendo Switch, iOS, Android)
- Bus- & Cable-Car-Simulator (PC)
- Demolition Company: Der Abbruch-Simulator (PC)
- Drone Swarm (PC)
- Feuerwehr Simulator (PC)
- Fahrsimulator 2009 (PC)
- Fahrsimulator 2012 (PC)
- Fahr-Simulator 2013 – Fahrschul-Edition (PC)
- Fishing: Barents Sea (PC, PS4, Xbox One, Nintendo Switch)
- Gabelstapler-Simulator 2009 (PC)
- Garten-Simulator 2010 (PC)
- Grim Tales (PC)
- Hafen 2011 (PC)
- Handball-Simulator: European Tournament 2010 (PC)
- Howl (PC, Nintendo Switch)
- Kehrmaschinen-Simulator 2011 (PC)
- Kran-Simulator 2009 (PC)
- Landwirtschafts-Simulator 2008 (PC)
- Landwirtschafts-Simulator 2011 (PC)
- Landwirtschafts-Simulator 2013 (PC, MAC)
- Landwirtschafts-Simulator 15 (PC, MAC)
- Landwirtschafts-Simulator 17 (PC, MAC)
- Landwirtschafts-Simulator 19 (u. a. PC, MAC, PS4 und Xbox one)
- Lieferwagen-Simulator 2010 (PC)
- Liftoff: Drone Racing (PS4, Xbox One)
- Müllabfuhr-Simulator 2011 (PC)
- Nahverkehrs-Manager 2012 (PC)
- Police Simulator: Patrol Officers (PC)
- Ports Of Call Deluxe 2008 (PC)
- Rettungswagen-Simulator 2012 (PC)
- Rettungswagen-Simulator 2014 (PC)
- Schwimmbad-Tycoon (PC)
- Sherlock Holmes: Das Geheimnis des persischen Teppichs (PC)
- Schiff-Simulator 2006 (PC)
- Schiff-Simulator 2008 (+Add-On) (PC)
- Schiff-Simulator 2012: Binnenschifffahrt (PC)
- Seilbahn-Simulator 2014 (PC)
- Skiregion-Simulator 2012 (PC, MAC)
- Spezialfahrzeuge-Simulator (PC)
- Spezialtransport-Simulator 2013 (PC)
- Spreng- und Abriss-Simulator (PC)
- Steinbruch-Simulator 2012 (PC)
- Tankwagen-Simulator 2011 (PC)
- Titanic: Der Tauchfahrt-Simulator (PC)
- Train Fever (PC)
- TransOcean: The Shipping Company (PC, MAC)
- Untertagebau-Simulator 2011 (PC)
- Waterpark Tycoon (PC)
- ZD Zug-Simulator (PC)
- Zirkus-Simulator 2013 (PC)

## Kritik
Der wirtschaftliche Erfolg der „Alltagssimulationen“ der Astragon GmbH kann von vielen klassischen Spielemagazinen und Spielern nicht wirklich nachvollzogen werden, da sich die Spiele zumeist durch ein einfaches Spielprinzip, mittelmäßige Grafik und unterdurchschnittliche Wertungen auszeichnen. Sie sind trotzdem oftmals Verkaufsschlager, die regelmäßig Spitzenpositionen in den Softwarecharts für Budgetspiele einnehmen können.